# 馬関電灯
馬関電灯株式会社（旧字体：馬關電燈株式會社󠄁、ばかんでんとうかぶしきがいしゃ）は、明治から大正初期にかけて存在した日本の電力会社である。中国電力ネットワーク管内にかつて存在した事業者の一つ。
本社は山口県下関市。1896年（明治29年）に発足し、火力発電によって下関市とその周辺に電気を供給した。山口県で最初の電気事業者であるが下関以外へと進出することはなく、1916年（大正5年）に福岡市の九州電灯鉄道（後の東邦電力）に合併された。

## 沿革

### 設立と開業
1887年（明治20年）に東京電灯によって始まった日本の電気事業は、1890年代に入ると中国地方にも及び、まず1894年（明治27年）に岡山県において岡山電灯が開業した。次いで広島県にて広島電灯が開業し、翌年には島根県でも松江電灯が供給を開始した。
こうした中、山口県の下関市では、土地の有力者が1895年（明治28年）9月に電気事業を発起し、翌1896年（明治29年）2月に当局より事業許可を得た上で、同年6月18日に馬関電灯株式会社を設立した。資本金は6万円。本社を下関市観音崎町に置き、発起人9名の中から馬関商業銀行頭取の松尾寅三が社長に就任した。中国地方では4番目の電気事業者で、県庁所在地の山口市よりも早い起業であった。
設立から半年後の1896年11月19日、馬関電灯は開業した。電源の火力発電所（出力45キロワット）は観音崎町の本社隣にあり、ここから当時の下関市内一円へと配電された。開業当初の電灯料金は10燭終夜灯で月額1円25銭で、電灯の需要家は市内の戸数8,000戸に対して約200戸、電灯数は900灯余りであった。

### 開業後の展開
800灯余りで始まった馬関電灯の供給事業だが、その後の需要の伸びは緩やかであり、供給が2,000灯を超えたのは1902年（明治35年）、3,000灯を超えたのは1906年（明治39年）のことであった。1906年以降需要増加のペースは若干加速し、1908年（明治41年）に需要家数が1,000戸を突破し、明治末期の1911年（明治44年）には需要家数2,500戸・電灯数9,500灯に達する。電灯が本格的に普及するのは大正に入ってからで、年間5,000灯前後のペースで需要が増加していき1913年（大正2年）には需要家数約8,000戸・電灯数約2万1,000灯となった。この間、供給区域は下関市内のみのままで拡大していないため、こうした需要増加は供給料金の引き下げ（料金は1910年より低下し1913年には10燭終夜灯は月額85銭となった）を主とする新規需要の開拓によっていた。
電源は創業以来火力発電のみで変化はないが、1910年（明治43年）に増設とともに発電所を下関市竹崎町に移転している。1913年には再度増設され、発電所出力は800キロワットとなった。
馬関電灯の業績は一貫して安定しており、資本金を1901年（明治44年）に10万円、1907年（明治40年）に25万円、1912年（大正元年）に50万円として増資を重ねつつ、収入・利益を着実に伸ばして年率12 - 14パーセントの高配当を維持した。日露戦争後の1906年に燃料の石炭価格が高騰した影響で一旦減益となったが、産炭地の九州北部に近接する地の利から中国地方の他の事業者に比して影響は小さく、この時期でも減配は行っていない。

### 九州電灯鉄道との合併

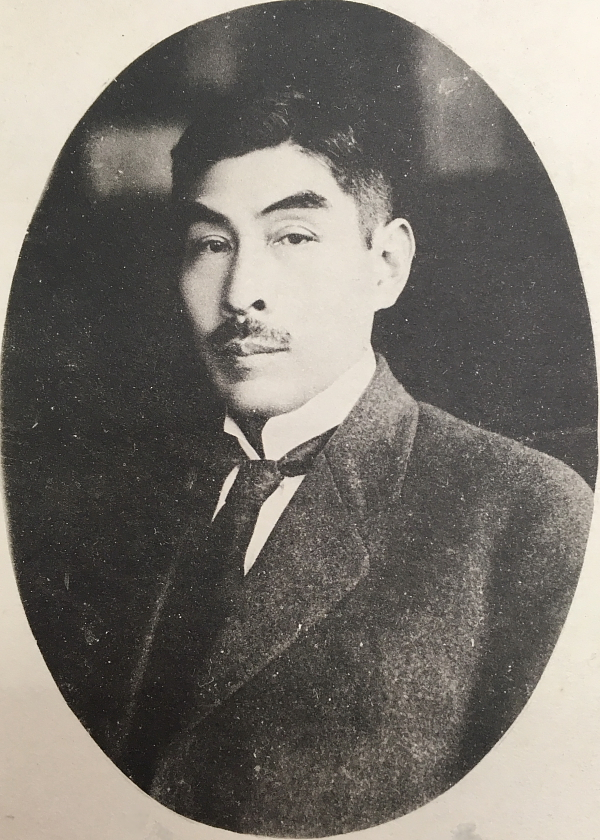
九州電灯鉄道常務松永安左エ門

1912年12月、松永安左エ門が馬関電灯の監査役に就任し、1913年には取締役となった。松永は当時、福岡市に本社を置く九州の電力会社九州電灯鉄道の常務であった。翌1914年（大正3年）には、創業以来社長であった松尾寅三が死去したため後任社長に宝辺岩次郎（下関の石炭商）が就き、松永の義兄竹岡陽一が専務取締役に就任した。
こうして人的な結合が生じた九州電灯鉄道と馬関電灯は、松永安左エ門の提唱で合併することとなった。この九州電灯鉄道は1912年に福岡の博多電灯軌道と佐賀県の九州電気が合併して成立した電力会社であるが、供給区域の拡大に積極的で成立翌年から周辺事業者の統合を進めていた。同社と馬関電灯の供給区域は北九州を挟んで離れており、当時としては送電連系も不可能であったが、合併を主導した松永によると北九州はすでに九州水力電気と九州電気軌道の地盤で進出する余地がないためそれらを越えて下関への進出を図ったのだという。
1916年（大正5年）1月、九州電灯鉄道と馬関電灯は合併契約を締結。合併条件は、解散する馬関電灯の株主に対しその持株1株につき存続会社九州電灯鉄道の新株1.3株を交付するというものであった。合併は同年1月30日馬関電灯の、翌31日九州電灯鉄道の株主総会でそれぞれ可決。久留米電灯（福岡県）・長崎電気瓦斯（長崎県）と同時の合併であり、同年5月4日九州電灯鉄道にて3社に関する合併報告総会が開かれて合併手続きが完了、馬関電灯は解散した。
合併後の下関には九州電灯鉄道下関支店（後の東邦電力下関支店）が置かれた。その後、九州電灯鉄道が1918年（大正7年）に長府町の長府電灯を、1920年（大正9年）に彦島村の彦島電気をそれぞれ統合したことで、下関支店の供給区域は下関市のほか豊浦郡の大部分と厚狭郡の一部にも拡大している。しかし1933年（昭和8年）になって下関支店管内の事業は山口県（山口県電気局）に譲渡され、東邦電力の手を離れた。

## 供給区域
1915年（大正4年）6月末時点における供給区域は以下の通り。全域が1951年（昭和26年）に発足した中国電力の管内にあたる。
- 山口県下関市
- 山口県豊浦郡生野村（現・下関市）

上記地域に馬関電灯は1915年11月末時点で電灯2万8,518灯、電力131馬力を供給していた。

## 発電所

### 観音崎町時代
前述の通り創業当初発電所は下関市観音崎町に設置されていた。最初の設備は石川島造船所製のボイラー・蒸気機関と三吉工場製の45キロワット単相交流発電機1台である。1903年（明治36年）に、外国製のボイラー・蒸気機関・60キロワット単相交流発電機各1台が増設された。
1908年（明治41年）6月の増設では、蒸気機関ではなく蒸気タービンによるタービン発電機（出力200キロワット）が導入され、従来の設備が置き換えられた。

### 竹崎町移転後
1909年（明治42年）になって発電所を移設の上増設することとなり、給水・給炭の都合から下関市竹崎町を用地として新発電所の建設が始められた。翌1910年（明治43年）5月、まず増設分にあたる300キロワット発電機1台が運転を開始。次いで同年11月、旧発電所より移設の200キロワット発電機1台が運転を開始した。以後発電所は竹崎発電所と称する。この時点での発電所設備は以下の通り。
- ボイラー ： バブコックス式ボイラー2台
- 原動機 ：
  - 300馬力パーソンズ式蒸気タービン1台（英国パーソンズ製）
  - 450馬力カーチス式蒸気タービン1台（米国ゼネラル・エレクトリック製）
- 発電機 ：
  - 200キロワット単相交流発電機1台（英国パーソンズ製、電圧2,200ボルト・周波数60ヘルツ）
  - 300キロワット三相交流発電機1台（米国ゼネラル・エレクトリック製、電圧2,300ボルト・周波数60ヘルツ）
- 発電所出力 ： 500キロワット

1913年（大正2年）7月、さらに500キロワット発電機1台が増設された。この増設で発電機3台のうち200キロワット発電機は予備設備とされている。九州電灯鉄道合併翌年の1917年（大正6年）5月には1,250キロワットの増設工事が竣工し、発電所出力は2,050キロワットとなった。2度目の増設後の設備は以下の通り。
- ボイラー ： バブコック式ボイラー5台
- 原動機 ：
  - 450馬力カーチス式蒸気タービン1台（米国ゼネラル・エレクトリック製）
  - 680馬力カーチス式蒸気タービン1台（同上）
  - 1,815馬力カーチス式蒸気タービン1台（英国ブリティッシュ・トムソン・ハウストン製）
- 発電機 ：
  - 300キロボルトアンペア三相交流発電機1台（米国ゼネラル・エレクトリック製、周波数60ヘルツ）
  - 500キロボルトアンペア三相交流発電機1台（同上）
  - 1,250キロボルトアンペア三相交流発電機1台（英国ブリティッシュ・トムソン・ハウストン製、周波数60ヘルツ）
- 変圧器 ： 計5台・総容量490キロボルトアンペア（日立製作所製または芝浦製作所製）
- 発電所出力 ： 2,050キロワット

この竹崎発電所（九州電灯鉄道時代以降は下関発電所と称する）は九州電灯鉄道、東邦電力を経て1933年に山口県営となるが、同年11月に廃止されており現存しない。